# Ahmad Reza Pahlavi
Ahmad Reza Shapur Pahlavi (persiska: احمدرضا شاپور پهلوی), född 27 september 1925 i Teheran, Persien, död 1981) i Schweiz, var en iransk prins och son till shahen Reza Pahlavi, grundare av Pahlavidynastin i Iran och halvbror till Mohammad Reza Pahlavi.

## Utbildning
Ahmad Reza Pahlavi föddes den 27 september 1925 som andre son till shahen Reza Pahlavi och Esmat Dowlatshahi, bara några månader innan fadern kröntes till Irans kejsare. Han var yngre bror till Abdul Reza Pahlavi (1924-2004) och äldre bror till Mahmud Reza (1926-2001), Fatimeh Pahlavi (1928-1987) och Hamid Reza Pahlavi (1932-1992). 
Ahmad Reza Pahlavi fick grundskoleutbildning i Teheran och reste sedan till Schweiz för vidare studier. Han tog sin gymnasieexamen vid Institut Le Rosey, där hans äldre halvbror Mohammad Reza hade utexaminerats. 
Vid hemkomsten till Iran 1941 skrev han in sig vid Teherans militärhögskola, men samma år invaderades landet av det Brittiska imperiet och Sovjetunionen som ville få kontroll över den transiranska järnvägen och säkra leveranser av iransk olja till Royal Navy, den brittiska  örlogsflottan. Reza Pahlavi tvingades abdikera till förmån för sin äldste son Mohammad Reza Pahlavi och landsförvisades sedan av ockupationsmakterna till öriket Mauritius. 
Ahmad Reza följde med sin far till Mauritius och vidare till Johannesburg, Sydafrika. Ahmad Rezas vistelse i Johannesburg varade i tre år och han fick ingen möjlighet att studera i landet. Reza Pahlavi vantrivdes i exil och avled i juli 1944 i hjärtinfarkt.
Efter faderns död begav sig Ahmad Reza till Beirut, Libanon, där han gjorde ett kort studieuppehälle innan han återvände han till Iran.

## Privatliv

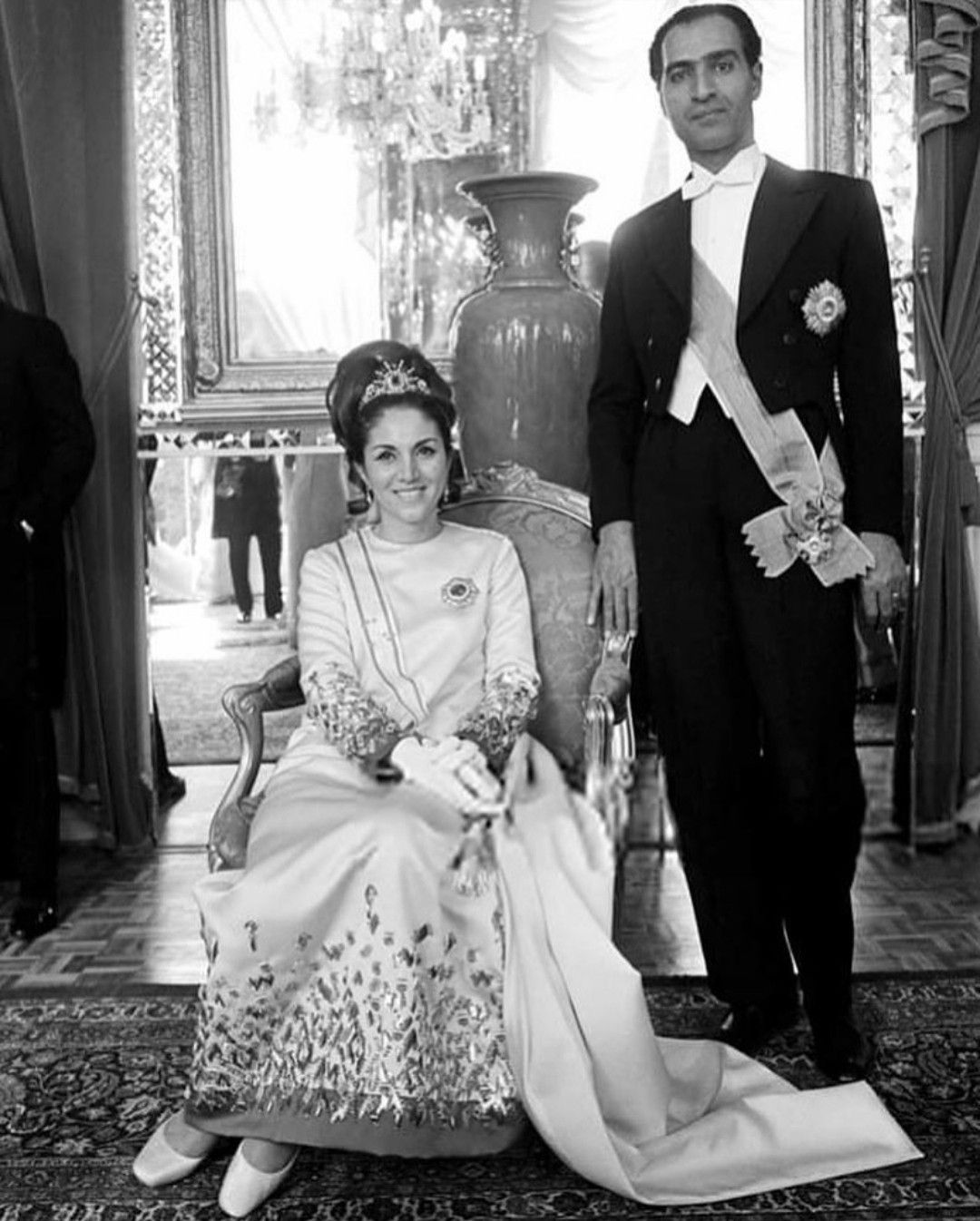
Ali Reza Pahlavis giftermål med Roza Bozorgnia i Teheran 1958

Ahmad Reza Pahlavi gifte sig 1946 med Simintaj Bahrami, dotter till läkaren och politikern Hosein Khan Bahrami. Paret fick två barn, Shahrokh (f. 1947) och Shahla (f. 1948), innan de skilde sig 1954. 
1958 gifte han sig med Rosa Bozorgnia (född 1935), dotter till författaren och politikern Mohammad Bozorgnia (känd under pseudonymen "Danesh"). Under sin bröllopsresa i Västeuropa samma år besökte de Sverige och stannade i Stockholm i två veckor. Paret fick tre barn: Shahin, Shahrnaz och Parinaz.
Ahmad Reza Pahlavi var inte landets ekonomiska, politiska eller sociala liv och framträdde sällan vid hovet. Han bodde i ett enkelt tvåvåningspalats på den norra delen av Sa'dabads palatskomplex som uppfördes i norra Teheran under Reza Pahlavis regeringstid. 
Han förde en förhållandevis tillbakadragen, närmast isolerad tillvaro i palatset i jämförelse med sina släktingar, men deltog vid vissa statsbesök och kulturella evenemang. Han avlade bland annat statsbesök i Irak och i Libanon.
Rozas bror Hossein Bozorgnia var gift med den svenska fotomodellen Lo Stern. De bodde i Sverige där han arbetade på Irans ambassad fram till revolutionen, varefter han öppnade en antikvitetshandel på Nybrogatan, Stockholm.

## Efter revolutionen
Ahmad Reza Pahlavis bostad stormades vid den iranska revolutionen 1979 av medlemmar ur den militanta islamist-marxistiska gerillagruppen Folkets mujahedin och konfiskerades av myndigheterna. I dag huserar Irans Kulturarvsorganisation i byggnaden.
Efter den iranska revolutionen lämnade Ahmad Reza Pahlavi Iran tillsammans med sin familj. Han avled 1981 i lymfom, en form av blodcancer i Schweiz.